# Макелрой, Мэри
Мэри Артур Ма́келрой (англ. Mary Arthur McElroy; 5 июля 1841 — 8 января 1917) — сестра 21-го президента США Честера Артура и Первая леди США с 1881 по 1885 год. Исполняла обязанности хозяйки Белого дома из-за смерти жены президента, Эллен Артур, полутора годами ранее.

## Биография
Мэри родилась в Гринуиче, Нью-Йорк, в семье Уильяма и Мальвины Артуров. Она была самой младшей из девяти детей. Обучалась в школе Эммы Уиллард при семинарии в Трое, Нью-Йорк. В 1851 году Мэри вышла замуж за страхового агента Джона Макелроя. Супруги, проживавшие в Олбани, имели четырёх детей.
В 1880 году брат Мэри, Честер Алан Артур, был избран вице-президентом США. В июле 1881 года президент Джеймс Гарфилд был смертельно ранен. Артур стал его преемником, и он попросил Мэри позаботиться об его младшей дочери Эллен и играть роль хозяйки Белого дома. Семья Мэри Макелрой жила в Олбани, так что она сама проводила в Вашингтоне лишь зимний сезон, который был наиболее напряжённым. Хотя Мэри не была формально хозяйкой Белого дома, но она стала весьма популярной и завоевала репутацию компетентной. Схемы протокольных действий, разработанные ею совместно с братом, использовались другими Первыми леди в течение десятилетий.
Макелрой руководила многими мероприятиями и оказывала уважение бывшим Первым леди Джулии Тайлер и Харриет Лэйн (племяннице президента Джеймса Бьюкенена), приглашая их помочь ей принимать гостей в Белом доме. 28 февраля 1885 года состоялся заключительный приём Мэри Макелрой, на котором присутствовало 3000 человек.
Мэри была членом «Ассоциации Олбани против избирательных прав женщин».

## Смерть
Мэри Макелрой умерла 8 января 1917 года в Олбани, Нью-Йорк. Похоронена на Сельском кладбище Олбани (Albany Rural Cemetery).